# Echinapoderus ugandensis
Echinapoderus ugandensis es una especie de coleóptero de la familia Attelabidae.

## Distribución geográfica
Habita en el Congo, Kenia, Uganda y República Democrática del Congo.